# Вкус вишни
«Вкус вишни» (перс. طعم گیلاس‎, фр. Le goût de la cerise) — франко-иранский художественный фильм Аббаса Киаростами.

## Сюжет
Мужчина средних лет планирует совершить самоубийство и уже вырыл себе могилу в горах, но ему нужен кто-то, кто зароет его землёй. Он отправляется в Тегеран, чтобы нанять помощника. Он пытается уговорить молодого солдата-курда, который от него убегает, затем — афганца, студента медресе, который читает ему проповедь о грехе самоубийства… Наконец он встречает старого таксидермиста, который соглашается выполнить предложенную работу, однако старается убедить господина Бади отказаться от своего намерения, рассказав, что в прошлом и сам хотел повеситься, но его удержал от самоубийства вкус вишни, ставший символом жизни:
Никакая мать не может сделать так много для своих детей, как Бог делает для своих созданий. Вы хотите сдаться, отказаться от всего этого? Вы хотите отказаться от вкуса вишен?…
В конце фильма главный герой выпивает всё снотворное, что у него было, приезжает в назначенное место и засыпает. Не ясно, умер ли он. Последние несколько минут фильма являются документальной съёмкой, показывающей работу съёмочной группы и актёров.

## В ролях
| Актёр                 | Роль                |
| --------------------- | ------------------- |
| Хомаюн Эршади         | Бади                |
| Абдулрахман Багери    | Багери таксидермист |
| Афшин Хоршид Бахтиари | солдат              |
| Сафар Али Моради      | солдат              |
| Мир Хоссейн Нури      | студент медресе     |
| Ахмад Ансари          |                     |

## Технические данные
- Цветной, звуковой
- Премьера: май 1997 года, Канны (Франция).

## Награды
- «Золотая пальмовая ветвь» Каннского международного кинофестиваля 1997 года (совместно с фильмом Сёхэя Имамуры «Угорь»).